# Hicham Mahdoufi
Hicham Mahdoufi, né le 5 août 1983 à Khouribga, est un footballeur international marocain jouant actuellement dans le championnat du Maroc de football pour l'équipe du Difaâ d'El Jadida.

## Carrière
Lors de l'été 2007, Mahdoufi a été observé par un certain nombre de clubs européens, avant d'opter pour le Dynamo Kiev. Après avoir joué plusieurs matchs au sein de l'équipe réserve, Mahdoufi n'a pas réussi à obtenir sa place en équipe première et a donc été prêté dès la fin du mois d'août au Metalist Kharkov avant de rejoindre l'Olympique de Khouribga en 2008.
En 2010, Hicham Mahdoufi signe pour l'équipe du Raja de Casablanca.
En 2012, il ne rentre plus dans les plans de M'hamed Fakhir. Il quitte le Raja Casablanca et rejoint Difaâ d'El Jadida.

### En sélection nationale
Mahdoufi a commencé sa carrière internationale en janvier 2006, lorsque Mhamed Fakhir entraînait l'équipe nationale, Mahdoufi a gagné peu à peu la confiance de Fakhir qui l'a titularisé au poste d'arrière gauche.
Il a marqué son premier but avec l'équipe nationale le 15 novembre 2006 contre le Gabon (6-0). Mais après le départ de Mhamed Fakhir, Mahdoufi n'est plus appelé en équipe nationale.
Mahdoufi a fait son retour en équipe nationale en tant que titulaire lors du match du 6 septembre 2009 Togo-Maroc comptant pour les éliminatoires de la coupe du monde 2010.
Le match suivant de Mahdoufi est contre le Gabon à Libreville le 10 octobre 2009 où le Maroc a perdu 1-3.
Il compte 16 sélections internationales.
| Caps | Date       | Match                | Lieu       | Score | Compétition    | But |
| 1    | 14/01/2006 | Maroc - Zimbabwe     | Marrakech  | 1 - 0 | Amical         | --  |
| 2    | 23/05/2006 | USA – Maroc          | Nashville  | 0 - 1 | Amical         | --  |
| 3    | 28/05/2006 | Mali - Maroc         | Colombes   | 1 - 0 | Amical         | --  |
| 4    | 04/06/2006 | Colombie - Maroc     | Barcelone  | 2 - 0 | Amical         | --  |
| 5    | 16/08/2006 | Maroc – Burkina      | Rabat      | 1 - 0 | Amical         | --  |
| 6    | 02/09/2006 | Maroc - Malawi       | Rabat      | 2 - 0 | Elim. CAN 2008 | --  |
| 7    | 15/11/2006 | Maroc - Gabon        | Rabat      | 6 - 0 | Amical         | 1   |
| 8    | 07/02/2007 | Maroc - Tunisie      | Rabat      | 1 - 1 | Amical         | --  |
| 9    | 02/06/2007 | Maroc – Zimbabwe     | Casablanca | 2 - 0 | Elim. CAN 2008 | --  |
| 10   | 16/06/2007 | Malawi - Maroc       | Blantyre   | 0 - 1 | Elim. CAN 2008 | --  |
| 11   | 21/11/2007 | Sénégal - Maroc      | Créteil    | 0 - 3 | Amical         | --  |
| 12   | 12/01/2008 | Maroc - Zambie       | Fés        | 2 - 0 | Amical         | --  |
| 13   | 06/09/2009 | Togo - Maroc         | Lomé       | 1 - 1 | Elim.CM 2010   | --  |
| 14   | 10/10/2009 | Gabon - Maroc        | Libreville | 3 - 1 | Elim.CM 2010   | --  |
| 15   | 11/08/2010 | Maroc – Guinée Equ.  | Rabat      | 2 - 1 | Amical         | --  |
| 16   | 04/09/2010 | Maroc - Centrafrique | Rabat      | 0 - 0 | Elim. CAN 2012 | --  |
| ---- | ---------- | -------------------- | ---------- | ----- | -------------- | --- |

## Palmarès

### Palmarès (club)
Avec l'Olympique de Khouribga :
- Finaliste de la Coupe du Trône : 2005
- Vainqueur de la Coupe du Trône : 2006
- Champion du Maroc : 2007

Avec le Raja de Casablanca : 
- Champion du Maroc : 2011

Avec le Difaâ d'El Jadida :
- Coupe du Trône : 2013

### Distinctions personnelles
- 2006 - 2007 : Meilleur joueur du GNF 1